# Pegagan Julu VIII
Pegagan Julu VIII is een bestuurslaag in het regentschap Dairi van de provincie Noord-Sumatra, Indonesië. Pegagan Julu VIII telt 1066 inwoners (volkstelling 2010).